# Lista chorążych reprezentacji Wysp Dziewiczych Stanów Zjednoczonych na igrzyskach olimpijskich
Lista chorążych reprezentacji Wysp Dziewiczych Stanów Zjednoczonych na igrzyskach olimpijskich – lista zawodników i zawodniczek reprezentacji Wysp Dziewiczych Stanów Zjednoczonych, którzy podczas ceremonii otwarcia nowożytnych igrzysk olimpijskich nieśli flagę tego terytorium.

## Chronologiczna lista chorążych
| Lp. | Rok i miejsce        | Chorąży                | Dyscyplina            |
| --- | -------------------- | ---------------------- | --------------------- |
| 1   | 1968, Meksyk         | Leston Sprauve         | podnoszenie ciężarów  |
| 2   | 1972, Monachium      | William Peets          | boks                  |
| 3   | 1976, Montreal       | Ivan David             | zapasy                |
| 4   | 1984, Los Angeles    | Jodie Lawaetz          | pływanie              |
| 5   | 1988, Calgary        | Seba Johnson           | narciarstwo alpejskie |
| 6   | 1988, Seul           | Robert Fellner         | – (działacz)          |
| 7   | 1992, Albertville    | Anne Abernathy         | saneczkarstwo         |
| 8   | 1992, Barcelona      | Flora Hyacinth         | lekkoatletyka         |
| 9   | 1994, Lillehammer    | Kyle Heikkila          | saneczkarstwo         |
| 10  | 1996, Atlanta        | Lisa Neuburger         | żeglarstwo            |
| 11  | 1998, Nagano         | Paul Zar               | bobsleje              |
| 12  | 2000, Sydney         | Ameerah Bello          | lekkoatletyka         |
| 13  | 2002, Salt Lake City | Dinah Browne           | saneczkarstwo         |
| 14  | 2004, Ateny          | LaVerne Jones-Ferrette | lekkoatletyka         |
| 15  | 2006, Turyn          | Anne Abernathy         | saneczkarstwo         |
| 16  | 2008, Pekin          | Joshua Laban           | pływanie              |
| 17  | 2012, Londyn         | Tabarie Henry          | lekkoatletyka         |
| 18  | 2014, Soczi          | Jasmine Campbell       | Narciarstwo dowolne   |
| 9   | 2016, Rio            | Cy Thompson            | Żeglarstwo            |